# 크리스 테리오
크리스 테리오(Chris Terrio, 1976년 12월 31일 ~ )는 미국의 영화 감독, 극본가이다. 뉴욕 출신.

## 경력
제임스 아이보리의 조수로 《러브 템테이션》(2000)에서 어시스턴트로 활동한 후 이 감독의 회사 머천트 아이보리 프로덕션 사무실에서 일하면서 회사의 제작에서 단편 영화 "Book of Kings" (2002)를 감독하였다. 그 후에도 아이보리의 《프렌치 아메리칸》 (2003)의 일렉트릭 프레스 킷 등을 담당하였다. 2005년에는 글렌 클로스 등이 연기한 《하이츠》로 장편 영화 감독 데뷔를 하였으며, 2005년 선댄스 영화제에서 첫 상영 후, 각국의 영화제에서 상영되어 주목을 끌었다. 이 인연으로 2010년 글렌 클로스 주연의 TV 시리즈 《데미지》 제3시즌 8화를 연출하였다. 2012년에는 테리오가 쓴 각본 《아르고》가 워너 브라더스 제작, 벤 애플렉 감독 · 제작 · 주연, 조지 클루니 제작으로 완성되었다. 이 각본은 높이 평가되어 제70회 골든 글로브 각본상, 제85회 아카데미 각색상을 수상했다.